# 아베마리야
아베마리야(일본어: 阿部 莉和, 1999년 1월 12일~)는 일본 태생 대한민국의 바이애슬론 선수이다.

## 개인사
일본인 아버지와 한국인 어머니 사이에서 태어났으며 2012년에 대한민국으로 이주했다. 이후 포천에 자리잡으며 이동중에 입학하여 바이애슬론에 입문했다.
아베마리야는 대한민국 국가대표 바이애슬론 선수이자 포천시청 소속인 최두진과 결혼을 전제로 교제하고 있다.